# Philodicus thoracinus
Philodicus thoracinus är en tvåvingeart som beskrevs av Ricardo 1921. Philodicus thoracinus ingår i släktet Philodicus och familjen rovflugor.
Artens utbredningsområde är Sri Lanka. Inga underarter finns listade i Catalogue of Life.